# 부시미트

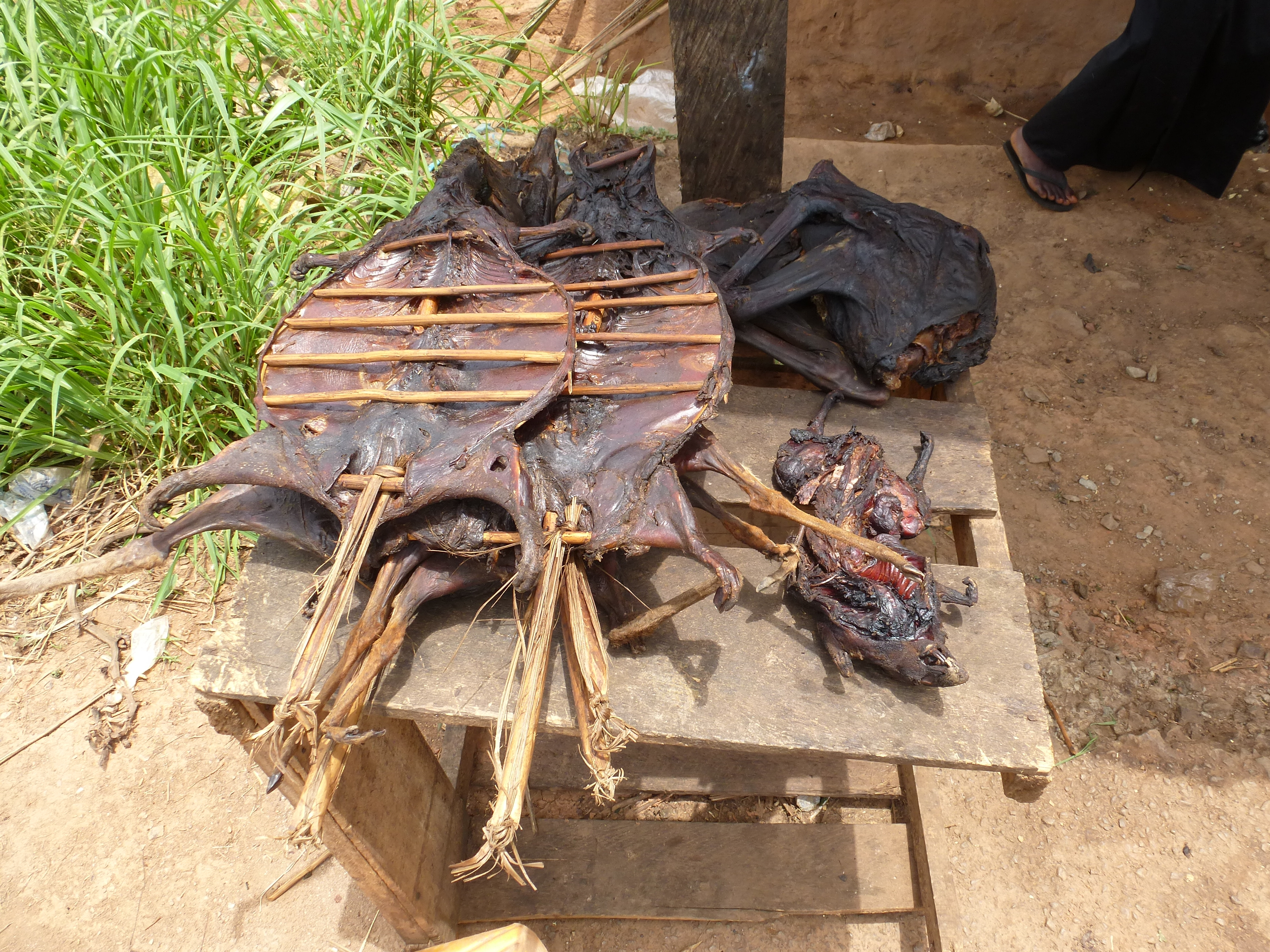
부시미트는 보존을 위해 훈제를 하곤 한다.

부시미트(bushmeat)는 열대우림에서 사냥감을 사냥해 얻은 고기를 말한다. 부시미트의 사용은 에이즈의 전파 원인 중 하나로 의심되고 있으며, 열대병의 전파 원인이다. 생물 다양성을 해치는 문제도 있다.
부시미트는 인간이 먹기 위해 사냥한 야생동물의 고기이다. 부시미트는 동물성 단백질의 주요 공급원이자 아프리카, 라틴 아메리카 및 아시아의 습한 열대 우림 지역 주민들에게 현금을 벌어들이는 상품이다. 부시미트는 가난한 농촌 지역 사회의 중요한 식량 자원이다.
1990년대 서부 및 중앙아프리카에서 살해되고 야생동물 고기로 거래된 동물의 수는 지속 불가능할 것으로 생각되었다. 2005년까지 야생동물 고기의 상업적 수확과 거래는 생물다양성에 대한 위협으로 간주되었다. 2016년 현재 개발도상국에서 발견되는 영장류, 짝수 발가락 유제류, 박쥐, 쌍원류 유대류, 설치류, 육식동물 등 야생동물 사냥으로 인해 301종의 육상 포유류가 멸종 위기에 처해 있다.
부시미트는 에볼라바이러스 및 HIV와 같은 동물 숙주에서 인간으로 여러 인수공통 바이러스를 전염시킬 수 있는 기회를 증가시킨다.

## 명칭
'부시미트(bushmeat)'라는 용어는 원래 인간이 소비하기 위해 사냥하는 야생동물 종을 가리키는 아프리카 용어이며, 일반적으로 구체적으로 아프리카 야생동물의 고기를 지칭한다. 2000년 10월, IUCN 세계자연보전총회는 야생육류의 지속불가능한 상업적 거래에 관한 결의안을 통과시켰다. 피해를 입은 국가들은 야생동물 고기 무역의 증가하는 영향을 인식하고, 법률을 강화 및 집행하며, 무역의 영향을 완화하기 위한 조치 프로그램을 개발할 것을 촉구 받았다. 기부 단체는 그러한 프로그램의 시행을 위한 자금을 제공하도록 요청받았다.
식량을 위한 야생동물 사냥은 가난한 사람들의 생계 보장과 식이단백질 공급을 위해 중요하다. 이는 전통적인 수렵채집인들이 자신의 소비를 위해 넓은 지역에서 수행할 때 지속 가능하다. 시장 거래를 위한 야생동물 사냥의 범위로 인해 몸집이 크고 번식 속도가 느린 종의 생존이 위협받고 있다. 야생동물 위기라는 용어는 2007년에 만들어졌으며 야생동물 고기 거래로 인해 발생하는 식량 자원 고갈과 야생동물 멸종이라는 이중 위협을 의미한다.

## 같이 보기
- 고양이고기
- 개고기
- 사냥감
- 영양실조